# Keith Williams
Keith Williams (ur. 30 marca 1965) – amerykański koszykarz, czterokrotny Mistrz Polski (1992–1994 ze Śląskiem Wrocław oraz 1995 z Mazowszanką Pruszków) i srebrny medalista Mistrzostw Polski w 1997 z Komfortem Forbo Stargard Szczeciński.
Amerykanin reprezentował w Polsce barwy Śląska Wrocław, Anwilu Włocławek, Mazowszanki Pruszków i Komfortu Forbo Stargard Szczeciński.
W swoim najbardziej udanym strzelecko spotkaniu w lidze holenderskiej zanotował 42 punkty, miało to miejsce 16 grudnia 1987 roku, podczas konfrontacji z zespołem Akrides.
Podczas rozgrywek 1995/96 jako zawodnik Komfortu Stargard Szczeciński zaaplikował swoim byłym kolegom ze Śląska Wrocław, aż 50 punktów.
Zagrał epizodyczną rolę gangstera w komedii Chłopaki nie płaczą.
Obecnie pracuje w ochronie lotniska w Atlancie.

## Osiągnięcia
Drużynowe

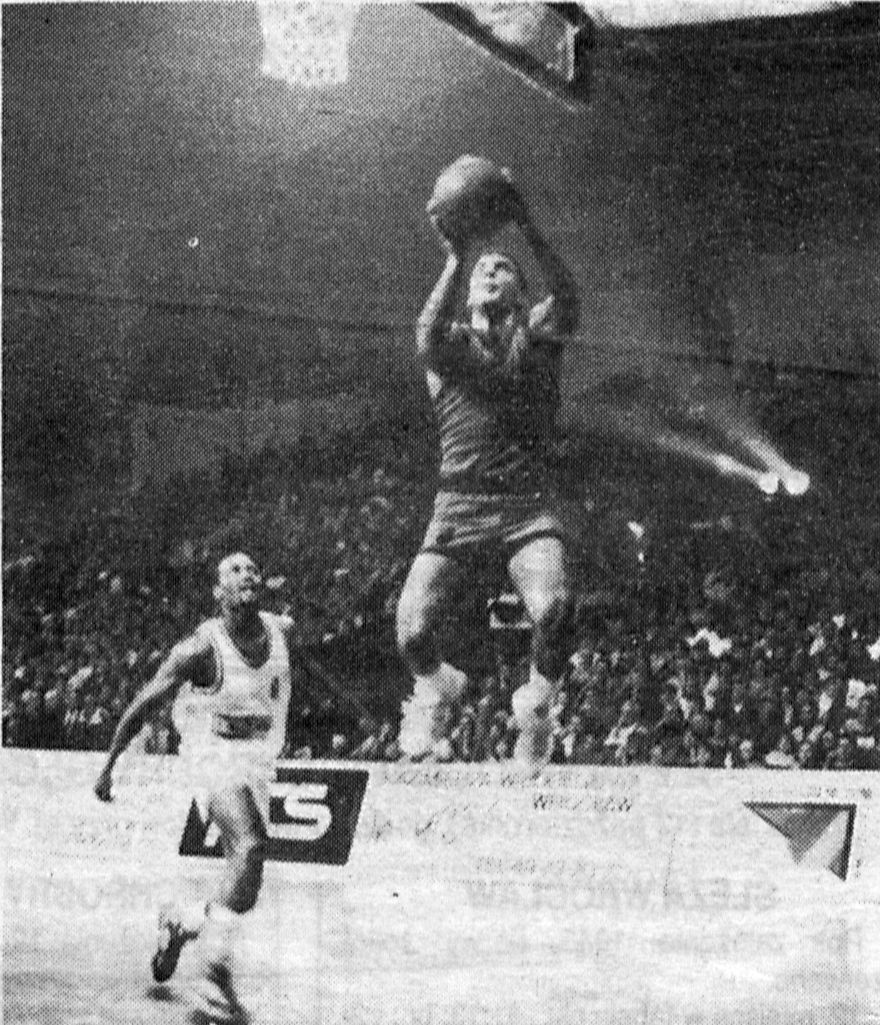
Williams (w barwach PCS Śląsk Wrocław, po lewej) i Nikos Galis (Aris Saloniki) podczas meczu klubowych mistrzostw Europy w 1991.

- 4-krotny mistrz Polski w latach 1992, 1993 i 1994 roku w barwach Śląska Wrocław i w 1995 roku jako zawodnik Mazowszanki Pruszków
- Wicemistrz:
  - Polski 1997 w barwach Komfortu Forbo Stargard Szczeciński
  - Holandii (1988)
- Zdobywca pucharu:
  - Holandii (1991)[5]
  - Polski (1992)
- Finalista Pucharu Polski (1995)

Indywidualne
- Zawodnik Roku PLK (1994)[6]
- 4-krotny uczestnik polskich Meczów Gwiazd (1994, 1995, 1996, 1996)[7]
- Lider strzelców ligi holenderskiej (1988 – 27,5)[8]
- Zaliczany do I składu:
  - All Star Team ligi holenderskiej (1988, 1991)[9]
  - polskiej ligi (1992–1995)[6]
- Lider ligi holenderskiej w asystach (1991 – 7,03)[10]